# Consolidated PB2Y Coronado
Consolidated PB2Y Coronado byl americký čtyřmotorový celokovový hornoplošný létající člun z období II. světové války, určený k dálkovému protiponorkovému a protilodnímu hlídkování.

## Vývoj

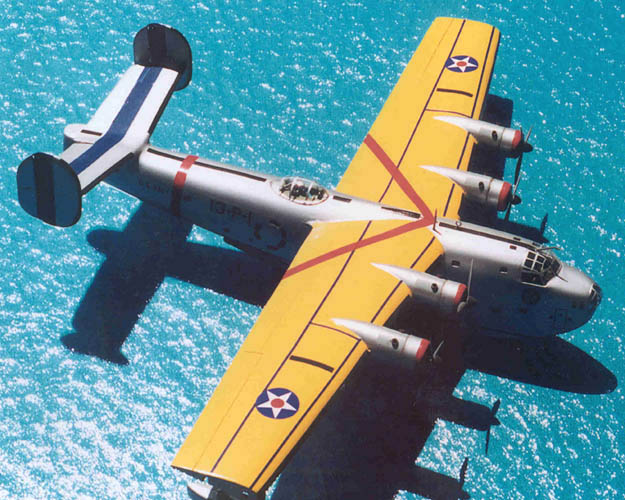
Consolidated PB2Y Coronado

Americké námořní letectvo zadalo 27. července 1936 firmě Consolidated zakázku na vývoj prototypu létajícího člunu XPB2Y-1. Po krátkém vývoji byl 17. prosince 1937 první kus, poháněný čtveřicí prototypových motorů Pratt & Whitney XR-1830-72 po 772 kW. Náklad pum a torpéd činil až 5448 kg, po jednom kulometu ráže 12,7 mm bylo v přídi a na zádi trupu, na bocích za křídly bylo po jednom ráže 7,62 mm. Osádka byl desetičlenná. Na první prototyp, trpící podélnou nestabilitou, byly dodatečně nainstalovány na vodorovnou ocasní plochu dvě malé svislé plošky jako doplněk k jednoduché SOP. Nakonec byly postaveny dvojité svislé ocasní plochy kruhového tvaru. Prototyp převzalo US Navy jako symbolický vlajkový letoun průzkumného letectva a 31. března 1939 objednalo 6 sériových strojů v provedení PB2Y-2.
Nová verze měla vyšší trup s novým kýlem, motory R-1830-78 Twin Wasp po 882 kW a dvojité svislé ocasní plochy. Devítičlenná osádka měla k obraně 6 kulometů ráže 12,7 mm. Vzletová hmotnost vzrostla proti prototypu z 22 588 kg na 27 440 kg. Stroje převzala peruť VP-13 v roce 1941, kdy také obdržely bojové jméno Coronado. Byly používány především k výcviku a experimentům, protože nebyly vybaveny pancéřováním a ochrannými obaly palivových nádrží.

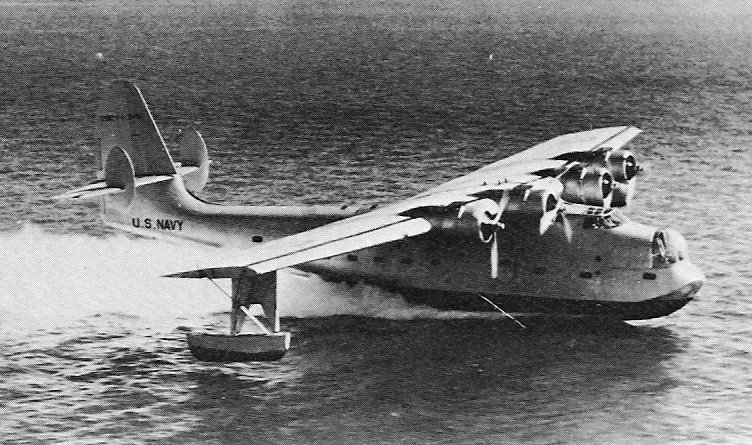
Consolidated XPB2Y-1 (výr. č. 0453), 1938

Tyto pasivní obranné prvky obdržel jeden ze šestice PB2Y-2, upravený tak na standard bojových XPB2Y-3. Hlavňovou výzbroj tvořily dvojkulomety ráže 12,7 mm na přídi, hřbetě a zádi trupu a po jednom v bočních střelištích. Z celkového počtu 210 sériových exemplářů byly některé vybaveny radiolokátorem pro vyhledávání plavidel, který byl umístěn na hřbetě trupu před křídlem. 10 kusů převzalo RAF, kde byly konvertovány na dopravní.
Obdobnou úpravu provedlo US Navy s 31 stroji PB2Y-3, které následně nesly označení PB2Y-3R. Nevyzbrojené letouny měly kapacitu 44 osob, nebo 7264 kg zboží. Motory byly nevýškové R-1830-92 s jednostupňovými kompresory.
Verze XPB2Y-4 byl jeden prototyp upravený z „trojky“ zástavbou hvězdicových pohonných jednotek Wright R-2600 Cyclone o výkonu 1176 kW.
PB2Y-5 byly upravené PB2Y-3 s motory R-1830-92 s optimálním výkonem v nižších výškách, které lépe využily výkonu motorů při dlouhých letech nad hladinou moře. Zásoba paliva byla zvětšena z 7173 l na 11 404 l a dolet s nákladem 3632 kg pum tak vzrostl z 2204 km na 2640 km.
Některé letouny s nevýškovými motory R-1830-92 byly přepracovány na sanitní PB2Y-5H s kapacitou 25 raněných na nosítkách. Nasazeny byly při evakuaci raněných do USA z oblasti Pacifiku.

## Uživatelé
- Spojené státy americké
  - Námořnictvo Spojených států amerických
- Spojené království
  - Royal Air Force (10 × PB2Y-3B)[1]

## Specifikace (PB2Y-3)

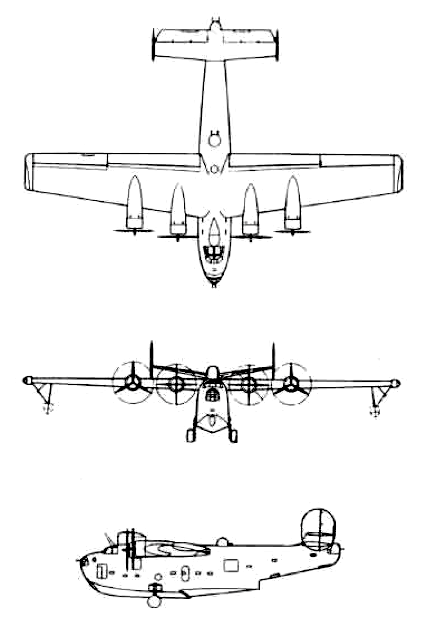
Consolidated PB2Y-5 Coronado

Údaje dle

### Technické údaje
- Osádka: 10[1]
- Rozpětí: 35,08 m
- Délka: 21,17 m
- Výška: 8,39 m
- Nosná plocha: 168,58 m²
- Hmotnost prázdného letounu: 18 585 kg
- Vzletová hmotnost: 30 872 kg

### Výkony
- Maximální rychlost u hladiny moře: 320 km/h
- Maximální rychlost ve výšce 6050 m: 359 km/h
- Ekonomická cestovní rychlost: 227 km/h
- Dostup: 6252 m
- Maximální dolet při 227 km/h: 3813 km

### Výzbroj
- 8 × pohyblivý kulomet Browning ráže 12,7 mm[1]
- max. 3 628,7 kg (8 000 lb) pum, hlubinných náloží nebo torpéd v křídelních pumovnicích[1]